# Конева, Наталья Ефимовна
Наталья Ефимовна Конева (1909 — 1967) — передовик советского сельского хозяйства, звеньевая колхоза имени Будённого Байкало-Кударинского аймака Бурят-Монгольской АССР, Герой Социалистического Труда (1948). Депутат Верховного Совета Бурят-Монгольской АССР.

## Биография
Родилась в 1909 году в селе Кудара, ныне Кабанского района республики Бурятия в семье крестьянина. С восьмилетнего возраста трудилась у зажиточных селян по найму. Нянчилась с детьми, помогала по хозяйству. С началом коллективизации, в 1930-х годах вступила в образованный колхоз имени Будённого. Возглавила бригаду по расчистке и восстановлению заброшенной канавы речушки Бугугуры. Из этой канавы осуществлялся полив угодий.
Кропотливый труд дал результаты. В 1947 году звеном Коневой был получен высокий урожай пшеницы 30,87 центнеров с гектара на площади 8 гектаров. На остальной обрабатываемой площади в 55 гектаров был получен урожай по 12 центнеров с каждого гектара.
За  получение высоких урожаев пшеницы в 1947 году, Указом Президиума Верховного Совета СССР от 29 марта 1948 года Наталье Ефимовне Коневой было присвоено звание Героя Социалистического Труда с вручением ордена Ленина и золотой медали «Серп и Молот».
В 1949 году перешла бригадиром в овощеводческую бригаду, которая получила высокий урожай картофеля - 300 центнеров с гектара. Была награждена медалью "За трудовую доблесть". В 1951 году избиралась депутатом Верховного Совета Бурят-Монгольской АССР.
Проживала в селе Кудара. Умерла в 1967 году. 

## Награды
За трудовые успехи удостоена:
- золотая звезда «Серп и Молот» (29.03.1948),
- орден Ленина (29.03.1948),
- Медаль «За трудовую доблесть» (01.07.1950),
- другие медали.